# Liste der Mitglieder der Deutschen Akademie der Naturforscher Leopoldina/1699
Die Liste der Mitglieder der Deutschen Akademie der Naturforscher Leopoldina für 1699 enthält alle Personen, die im Jahr 1699 zum Mitglied ernannt wurden. Insgesamt gab es fünf neu gewählte Mitglieder.

## Mitglieder
| Nr. | Name                         | Beiname        | Geboren       | Aufnahme | Gestorben     | Bild           |
| --- | ---------------------------- | -------------- | ------------- | -------- | ------------- | -------------- |
| 236 | Matthäus Blaw                | Pausanias      | 1658          | 30. Apr. | 1710          |                |
| 237 | Friedrich Christian Cregutus | Marcellus I.   | 13. Feb. 1675 | 3. Mai   | 1758          |                |
| 238 | Georg Baglivus               | Thales         | 8. Sep. 1668  | 23. Aug. | 15. Juni 1707 | Georg Baglivus |
| 239 | Gottlieb Budäus              | Menodotus      | 15. Juli 1664 | 3. Nov.  | 1734          |                |
| 240 | David Lichtenhahn            | Cleombrotus I. |               | 26. Nov. | 10. Mai 1733  |                |